# 异短链球孢菌属
异短链球孢菌属（学名：Allocatelliglobosispora）是小单孢菌科下的一个属。

## 下属物种
本属包括以下物种：
- 岩烬异短链球孢菌 Allocatelliglobosispora scoriae Lee & Lee, 2011，分离自火山灰。[2]